# Tamarine Tanasugarn
Tamarine Tanasugarn (thai : แทมมารีน ธนสุกาญจน์, RTGS : Thaemmarin Thanasukan, API : [tʰɛːmmāːrīːn tʰánásùkāːn]), surnommée Tammy, née le 24 mai 1977 à Los Angeles (États-Unis), est une joueuse de tennis thaïlandaise, professionnelle de 1994 à 2016. Elle a remporté quatre tournois en simple sur le circuit WTA au cours de sa carrière.

## Carrière
Tamarine Tanasugarn remporte son premier tournoi lors de l'Indian Open d'Hyderabad en février 2003, où elle bat en finale la joueuse de tennis ouzbèke Iroda Tulyaganova.
C'est cependant sur herbe qu'elle connaît ses plus beaux succès : elle a en effet réussi un doublé au tournoi de Bois-le-Duc en 2008 et 2009. À chacune de ces deux éditions, elle y a battu Dinara Safina, d'abord en finale en 2008, puis en demi-finale en 2009 alors que cette dernière est numéro un mondiale ; elle confirme cette victoire de prestige en enlevant le titre face à Yanina Wickmayer, de treize ans sa cadette, et signe à cette occasion sa 450e victoire sur le circuit féminin. Elle a aussi obtenu de bons résultats à Wimbledon, où elle a atteint six fois les huitièmes et une fois les quarts de finale en 2008, après avoir éliminé Jelena Janković (3e mondiale).

### 1996 - 2000. Début de carrière, première finale en simple et premiers titres en double
En 1993, à l'âge de 16 ans, Tamarine Tanasugarn commence sa carrière professionnelle. En 1995, à 18 ans, elle est en finale junior de Wimbledon, tournois du Grand Chelem auquel aucun thaïlandais n'avait encore participé. En 1996, elle atteint les demi-finales à Pékin, éliminant Choi Young-ja (6-2 7-6), Nana Miyagi (ne laissant que deux jeux à son adversaire), Linda Wild (6-4 6-4). Wang Shi-Ting mettra fin à son parcours (6-4 6-3). Elle améliore son parcours en atteignant la finale du tournoi de Pattaya qu'elle perd face à Ruxandra Dragomir. Mais c'est en double que Tamarine fait parler d'elle en décochant deux titres en 1998 et en 2000.
Elle obtient son premier titre avec Nana Miyagi à Auckland, en simple, elle arrive en demi-finale éliminée par Dominique Monami. Elle récidive le même parcours en 2000 avec Lilia Osterloh à  Shanghai. Durant ce tournoi, elle arrivera en demi-finale en simple, éliminée par Iroda Tulyaganova. Cette même année en simple, elle atteint sa seconde finale à Birmingham.
Elle obtient sa seule finale en double mixte avec Paradorn Srichaphan lors de l'édition  Hopman cup 2000. Ils battent les paires de Slovaquie (Henrieta Nagyová associée à Karol Kučera) et d'Australie (Jelena Dokić associée à Mark Philippoussis). Ils perdent contre les paires d'Autriche (Barbara Schett et Stefan Koubek) ; et surtout celle d'Afrique du Sud en finale (composée de Amanda Coetzer et Wayne Ferreira).

### 2001 - 2003. Quelques bonnes performances et premier titre en simple
En 2001, elle obtient de bons résultats. Lors de l'Open d'Australie, elle passe deux tours face à Magdalena Maleeva (7-6 7-5) et Patricia Wartusch sur un double 6-1. Elle sera éliminée par Serena Williams (6-1 6-4). À Dubaï, elle arrive en demi-finale. Elle élimine Pavlina Nola, Marlene Weingärtner, Lina Krasnoroutskaïa. C'est Martina Hingis qui stoppera son parcours. Notons qu'à  Eastbourne, elle arrive au troisième tour en éliminant Nathalie Tauziat au passage.
Elle se présente à Wimbledon, et élimine Cara Black (7-5 6-7 6-3), Ľudmila Cervanová (6-2 2-6 6-1). Elle crée l'exploit d'éliminer au troisième tour Amélie Mauresmo sur un double 6-4. Nathalie Tauziat prendra sa revanche en l'éliminant 6-3 6-2. Elle essuie un échec au premier tour lors de l'US Open. En Asie, elle se présente à Bali où elle se fait éliminer par la locale, Angelique Widjaja, future lauréate. Elle élimine au passage Alexandra Fusai. À Tōkyō (éliminée par Monica Seles. C'est sa troisième finale WTA depuis 1996. Elle y élimine Jill Craybas (6-4 4-6 6-3), Saori Obata (6-0 6-2), Joannette Kruger (6-3 7-5). Elle sera éliminée par Monica Seles (6-3 6-2)/
Elle obtient quelques bons résultats l'année qui suit avec un 3e tour à Indian Wells, ce qu'elle réitère à Miami, Mais son résultat est sa 4e finale en début d'année à Canberra, éliminant Patty Schnyder au passage. Lors des tournois majeurs, elle obtient de bons résultats : en Australie, elle arrive au 4e tour (éliminée par Amélie Mauresmo), puis aux internationaux de France, elle atteint le 3e tour (éliminée par Silvia Farina), et lors de Wimbledon, elle atteint de nouveau le 4e tour (éliminée par Monica Seles).
En 2003, enfin, elle obtient son premier titre en simple. À Hyderâbâd, elle obtient son titre face à Iroda Tulyaganova. Elle obtient aussi deux titres en double ( Tokyo et  Luxembourg). En majeur, elle atteint le 3e tour en Australie (éliminée par Serena Williams) et le 4e tour (éliminée par Amélie Mauresmo).

### 2004 - 2007. Saisons mitigées
Tanarine n'obtient que quelques résultats mitigés. Durant cette période en simple, elle n'obtient qu'une seule finale à Bangkok En 2006, invitée, elle élimine Catalina Castaño, Jamea Jackson, Sybille Bammer, Séverine Beltrame. Vania King met fin à son parcours en finale. En 2004, elle arrive en finale au Canada en compagnie de Liezel Huber. Durant cette période de 2004 à 2007, elle ne passe qu'une fois le second tour à Wimbledon éliminée par Agnieszka Radwańska en 2006.

### 2008 - 2009. Deux titres à Bois-Le-Duc
À Pattaya, elle passe deux tours avant de se faire sortir par Agnieszka Radwańska. Elle réitère son parcours à Doha, éliminant Amélie Mauresmo au passage et se faisant sortir par Maria Sharapova. Mais la consécration viendra à Bois-le-Duc. Elle décroche enfin un nouveau titre. Elle y élimine Kateryna Bondarenko (6-3 6-3), Ashley Harkleroad (4-6 6-4 7-5), Michaëlla Krajicek (3-6 6-3 6-4), Alona Bondarenko (6-2 6-4). Et elle obtient le titre face à Dinara Safina (7-5 6-3) numéro un mondiale lors du tournoi. Elle confirme sa forme via Wimbledon. Elle élimine coup sur coup Petra Cetkovská, Vera Zvonareva (tête de série numéro 13), Marina Erakovic, et la 2e tête de série Jelena Janković. C'est la future lauréate Venus Williams qui met fin à son parcours. Il lui faut par la suite attendre Tokyo pour passer trois tour et arrivé en quarts où Caroline Wozniacki l'éliminera.
L'année suivante, elle n'obtient que peu de résultats en début de saison à part un quart de finale à Pattaya, éliminant Akgul Amanmuradova etNeuza Silva. Sania Mirza l'éliminant au tour suivant. Mais à Bois-le-Duc, elle réussit l'exploit de conserver son titre. Elle élimine B. Z. Strýcová (6-1 6-3), Iveta Benešová (6-3 6-1), Flavia Pennetta (2-6 6-3 6-3). Elle récidive par la suite en éliminant Dinara Safina sur un double 7-5. Elle remporte le titre face à Yanina Wickmayer (6-3 7-5).

### 2010. Finale et titre en simple ainsi qu'en double
C'est à Pattaya que Tanarine refait parler d'elle. Elle arrive jusqu'en finale en simple et décroche le titre en double (étant associée à Marina Erakovic). En simple, elle élimine Alla Kudryavtseva, Sabine Lisicki, Anna Chakvetadze et Sesil Karatantcheva. Elle sera sortie en finale par Vera Zvonareva. En double, elles éliminent Anna Chakvetadze associée à Ksenia Pervak en finale. Il lui faut attendre  Osaka  pour créer la sensation en empochant un nouveau titre. C'est après avoir éliminé quatre joueuses (Magdaléna Rybáriková, Coco Vandeweghe, Chang Kai-Chen et Marion Bartoli) qu'elle atteint la finale pour affronter l'autre vétérane du tournoi : Kimiko Date-Krumm qu'elle bat 7-6 6-7 6-1.

### 2011- 2012. Absence de titre en simple et dernier titre en double
En 2011 et 2012, elle ne passe que trois fois au delà du troisième tour. À Osaka, où elle élimine Christina McHale et Mathilde Johansson. Elle est sortie par Angelique Kerber. Puis en 2012, à Pattaya, elle réitère son parcours en éliminant Galina Voskoboeva et Chang Kai-Chen. C'est Maria Kirilenko qui l'élimine. La même année elle obtient son dernier titre en double à Canton; associée à Zhang Shuai. Elles passent Erika Sema - Yurika Sema (6-1 6-2), Hsieh Shu-ying - Hsieh Su-wei (6-3 3-6 13-11), Han Xinyun - Liu Wan-Ting (6-3 6-3) et Jarmila Gajdošová - Monica Niculescu (2-6 6-2 10-8). À Pune, elle obtient de bons résultats éliminant Chan Chin-Wei, Çağla Büyükakçay et Donna Vekić. Kimiko Date-Krumm prendra sa revanche en l'éliminant en demi-finale.

### 2013 - 2016. Fin de carrière
Ne passant pas les qualifications, elle ne joue qu'à Suzhou en tant que joueuse de tableau principal. Elle élimine Junri Namigata et Lee So-ra. Tímea Babos l'élimine au tour suivant. L'année suivante, elle ne passe qu'une fois les qualificatives à Taipei. Elle passe deux tours et sera éliminée par Zheng Saisai. En 2015, elle ne joue que deux matchs (un dans le tableau principal à Pattaya où Misaki Doi l'élimine et en phases qualificatives à Kuala Lumpur). Elle prend sa retraite en juin 2016, quelques jours après le décès de sa mère à l'âge de 66 ans.

## Style de jeu
Tanasugarn produit son meilleur jeu et sa meilleure stratégie lorsqu'elle joue sur l'herbe. Elle est également connue pour ses coups de terrain plats précis et un service lourd particulièrement efficace sur l'herbe, Venus Williams a donné une interview concernant le jeu de Tanasugarn après leur match de quart de finale aux championnats de Wimbledon 2008 : "Je pense que son jeu est vraiment adapté pour l'herbe. Son service est une tranche qui se transforme en vous et il reste bas. Ses coups sont vraiment, vraiment bas au sol. Beaucoup de temps, je pense que je me battais juste pour rester sur les coups, et je me sentais bien quand J'en ai eu un dans ma zone de frappe". Kim Clijsters a une fois décrit Tanasugarn comme une "joueuse délicate" La faiblesse de Tanasugarn a toujours été son service.

## Palmarès

### Titres en simple dames
| No | Date       | Nom et lieu du tournoi    | Catégorie | Dotation  | Surface      | Finaliste         | Score          |          |
| -- | ---------- | ------------------------- | --------- | --------- | ------------ | ----------------- | -------------- | -------- |
| 1  | 03-02-2003 | Indian Open, Hyderabad    | Tier IV   | 140 000 $ | Dur (ext.)   | Iroda Tulyaganova | 6-4, 6-4       | Parcours |
| 2  | 15-06-2008 | Ordina Open, Bois-le-Duc  | Tier III  | 175 000 $ | Gazon (ext.) | Dinara Safina     | 7-5, 6-3       | Parcours |
| 3  | 15-06-2009 | Ordina Open, Bois-le-Duc  | Intern'l  | 220 000 $ | Gazon (ext.) | Yanina Wickmayer  | 6-3, 7-5       | Parcours |
| 4  | 11-10-2010 | Japan Women's Open, Osaka | Intern'l  | 220 000 $ | Dur (ext.)   | Kimiko Date-Krumm | 7-5, 6-74, 6-1 | Parcours |

### Finales en simple dames
| No | Date       | Nom et lieu du tournoi             | Catégorie | Dotation  | Surface      | Vainqueure        | Score          |          |
| -- | ---------- | ---------------------------------- | --------- | --------- | ------------ | ----------------- | -------------- | -------- |
| 1  | 18-11-1996 | Volvo Women’s Open, Pattaya        | Tier IV   | 107 500 $ | Dur (ext.)   | Ruxandra Dragomir | 7-6, 6-4       | Parcours |
| 2  | 12-06-2000 | DFS Classic, Birmingham            | Tier III  | 170 000 $ | Gazon (ext.) | Lisa Raymond      | 6-2, 6-77, 6-4 | Parcours |
| 3  | 01-10-2001 | Japan Open, Tokyo                  | Tier III  | 170 000 $ | Dur (ext.)   | Monica Seles      | 6-3, 6-2       | Parcours |
| 4  | 07-01-2002 | Canberra Women’s Classic, Canberra | Tier V    | 110 000 $ | Dur (ext.)   | Anna Smashnova    | 7-5, 7-62      | Parcours |
| 5  | 11-02-2002 | Qatar Open, Doha                   | Tier III  | 170 000 $ | Dur (ext.)   | Monica Seles      | 7-66, 6-3      | Parcours |
| 6  | 09-10-2006 | PTT Open, Bangkok                  | Tier III  | 200 000 $ | Dur (ext.)   | Vania King        | 2-6, 6-4, 6-4  | Parcours |
| 7  | 08-02-2010 | PTT Women's Open, Pattaya          | Intern'l  | 220 000 $ | Dur (ext.)   | Vera Zvonareva    | 6-4, 6-4       | Parcours |

### Titres en double dames
| No | Date       | Nom et lieu du tournoi       | Catégorie | Dotation  | Surface    | Partenaire         | Finalistes                            | Score            |          |
| -- | ---------- | ---------------------------- | --------- | --------- | ---------- | ------------------ | ------------------------------------- | ---------------- | -------- |
| 1  | 05-01-1998 | ASB Bank Classic Auckland    | Tier IV   | 107 500 $ | Dur (ext.) | Nana Miyagi        | Julie Halard Janette Husárová         | 7-6, 6-4         | Parcours |
| 2  | 16-10-2000 | Heineken Open Shanghai       | Tier IVa  | 140 000 $ | Dur (ext.) | Lilia Osterloh     | Rita Grande Meghann Shaughnessy       | 7-5, 6-1         | Parcours |
| 3  | 24-09-2001 | Wismilak International Bali  | Tier III  | 170 000 $ | Dur (ext.) | Evie Dominikovic   | Janet Lee Wynne Prakusya              | 6-74, 6-2, 6-3   | Parcours |
| 4  | 29-09-2003 | AIG Japan Open Tokyo         | Tier III  | 170 000 $ | Dur (ext.) | Maria Sharapova    | Ansley Cargill Ashley Harkleroad      | 7-61, 6-0        | Parcours |
| 5  | 20-10-2003 | SEAT Open Luxembourg         | Tier III  | 225 000 $ | Dur (int.) | Maria Sharapova    | Elena Tatarkova Marlene Weingärtner   | 6-1, 6-4         | Parcours |
| 6  | 09-02-2009 | PTT Women's Open Pattaya     | Intern'l  | 220 000 $ | Dur (ext.) | Yaroslava Shvedova | Yuliya Beygelzimer Vitalia Diatchenko | 6-3, 6-2         | Parcours |
| 7  | 08-02-2010 | PTT Women's Open Pattaya     | Intern'l  | 220 000 $ | Dur (ext.) | Marina Erakovic    | Anna Chakvetadze Ksenia Pervak        | 7-5, 6-1         | Parcours |
| 8  | 17-09-2012 | Int'l Women's Open Guangzhou | Intern'l  | 220 000 $ | Dur (ext.) | Zhang Shuai        | Jarmila Gajdošová Monica Niculescu    | 2-6, 6-2, [10-8] | Parcours |

### Finales en double dames
| No | Date       | Nom et lieu du tournoi                | Catégorie | Dotation    | Surface         | Vainqueures                    | Partenaire       | Score            |          |
| -- | ---------- | ------------------------------------- | --------- | ----------- | --------------- | ------------------------------ | ---------------- | ---------------- | -------- |
| 1  | 10-08-1998 | Acura Classic Los Angeles             | Tier II   | 450 000 $   | Dur (ext.)      | Martina Hingis Natasha Zvereva | Elena Tatarkova  | 6-4, 6-2         | Parcours |
| 2  | 21-02-2000 | IGA Superthrift Classic Oklahoma City | Tier III  | 170 000 $   | Dur (int.)      | Corina Morariu Kimberly Po     | Elena Tatarkova  | 6-4, 4-6, 6-2    | Parcours |
| 3  | 08-10-2001 | Kiwi Open Shanghai                    | Tier IV   | 140 000 $   | Dur (ext.)      | Liezel Huber Lenka Němečková   | Evie Dominikovic | 6-0, 7-5         | Parcours |
| 4  | 15-09-2003 | Polo Open Shanghai                    | Tier II   | 585 000 $   | Dur (ext.)      | Émilie Loit Nicole Pratt       | Ai Sugiyama      | 6-3, 6-3         | Parcours |
| 5  | 02-08-2004 | Coupe Rogers Montréal                 | Tier I    | 1 300 000 $ | Dur (ext.)      | Shinobu Asagoe Ai Sugiyama     | Liezel Huber     | 6-0, 6-3         | Parcours |
| 6  | 27-10-2008 | Challenge Bell Québec                 | Tier III  | 175 000 $   | Moquette (int.) | Anna-Lena Grönefeld Vania King | Jill Craybas     | 7-63, 6-4        | Parcours |
| 7  | 01-04-2013 | Monterrey Open Monterrey              | Intern'l  | 235 000 $   | Dur (ext.)      | Tímea Babos Kimiko Date-Krumm  | Eva Birnerová    | 6-1, 6-4         | Parcours |
| 8  | 09-02-2015 | Thailand Open Pattaya                 | Intern'l  | 250 000 $   | Dur (ext.)      | Chan Hao-Ching Chan Yung-Jan   | Shuko Aoyama     | 2-6, 6-4, [10-3] | Parcours |

### Finale en double mixte
| No | Date       | Nom et lieu du tournoi | Catégorie | Dotation    | Surface    | Vainqueures                   | Partenaire          | Score        |          |
| -- | ---------- | ---------------------- | --------- | ----------- | ---------- | ----------------------------- | ------------------- | ------------ | -------- |
| 1  | 01-01-2000 | Hopman Cup XII Perth   | ITF       | 900 000 AU$ | Dur (int.) | Amanda Coetzer Wayne Ferreira | Paradorn Srichaphan | 3 matchs à 0 | Parcours |

## Parcours en Grand Chelem

### En simple dames
| Année | Open d'Australie | Open d'Australie   | Internationaux de France | Internationaux de France | Wimbledon       | Wimbledon           | US Open         | US Open              |
| ----- | ---------------- | ------------------ | ------------------------ | ------------------------ | --------------- | ------------------- | --------------- | -------------------- |
| 1997  | 3e tour (1/16)   | Lindsay Davenport  | 2e tour (1/32)           | Lisa Raymond             | 3e tour (1/16)  | M.J. Fernández      | 3e tour (1/16)  | Joannette Kruger     |
| 1998  | 4e tour (1/8)    | Sandrine Testud    | 1er tour (1/64)          | Venus Williams           | 4e tour (1/8)   | Martina Hingis      | 1er tour (1/64) | Pavlina Nola         |
| 1999  | 1er tour (1/64)  | Tatiana Panova     | 1er tour (1/64)          | Anna Kournikova          | 4e tour (1/8)   | Mirjana Lučić       | 2e tour (1/32)  | Irina Spîrlea        |
| 2000  | 3e tour (1/16)   | Sandrine Testud    | 2e tour (1/32)           | Venus Williams           | 4e tour (1/8)   | Serena Williams     | 3e tour (1/16)  | Lindsay Davenport    |
| 2001  | 3e tour (1/16)   | Serena Williams    | 1er tour (1/64)          | Zsofia Gubacsi           | 4e tour (1/8)   | Nathalie Tauziat    | 1er tour (1/64) | Rachel McQuillan     |
| 2002  | 3e tour (1/16)   | Amélie Mauresmo    | 3e tour (1/16)           | Silvia Farina            | 4e tour (1/8)   | Monica Seles        | 2e tour (1/32)  | Bea Bielik           |
| 2003  | 3e tour (1/16)   | Serena Williams    | 1er tour (1/64)          | Fabiola Zuluaga          | 1er tour (1/64) | Akiko Morigami      | 4e tour (1/8)   | Amélie Mauresmo      |
| 2004  | 1er tour (1/64)  | Laura Granville    | 1er tour (1/64)          | Venus Williams           | 4e tour (1/8)   | Ai Sugiyama         | 1er tour (1/64) | Gisela Dulko         |
| 2005  | 2e tour (1/32)   | Anna Smashnova     | 1er tour (1/64)          | Jelena Kostanić          | 2e tour (1/32)  | Shenay Perry        | 1er tour (1/64) | Anastasia Myskina    |
| 2006  | 1er tour (1/64)  | Jamea Jackson      | -                        | -                        | 3e tour (1/16)  | Agnieszka Radwańska | -               | -                    |
| 2007  | 1er tour (1/64)  | Nadia Petrova      | 2e tour (1/32)           | Mara Santangelo          | 1er tour (1/64) | Shahar Peer         | 1er tour (1/64) | Sybille Bammer       |
| 2008  | 1er tour (1/64)  | Sybille Bammer     | 1er tour (1/64)          | Alisa Kleybanova         | 1/4 de finale   | Venus Williams      | 1er tour (1/64) | Mariana Duque        |
| 2009  | 1er tour (1/64)  | M.J. Martínez      | 2e tour (1/32)           | A. Ivanović              | 1er tour (1/64) | Arantxa Parra       | 1er tour (1/64) | Anastasija Sevastova |
| 2010  | 2e tour (1/32)   | Kim Clijsters      | 1er tour (1/64)          | Daniela Hantuchová       | 1er tour (1/64) | Ayumi Morita        | -               | -                    |
| 2011  | 1er tour (1/64)  | Maria Sharapova    | -                        | -                        | 2e tour (1/32)  | Maria Kirilenko     | 1er tour (1/64) | Kaia Kanepi          |
| 2012  | 1er tour (1/64)  | Ekaterina Makarova | 1er tour (1/64)          | Carla Suárez             | 1er tour (1/64) | Anna Tatishvili     | -               | -                    |

á droite du résultat, l’ultime adversaire.

### En double dames
| Année | Open d'Australie             | Open d'Australie            | Internationaux de France      | Internationaux de France   | Wimbledon                     | Wimbledon                   | US Open                      | US Open                    |
| ----- | ---------------------------- | --------------------------- | ----------------------------- | -------------------------- | ----------------------------- | --------------------------- | ---------------------------- | -------------------------- |
| 1996  | -                            | -                           | -                             | -                          | 2e tour (1/16) Julia Lutrova  | Yayuk Basuki Caroline Vis   | -                            | -                          |
| 1997  | 1er tour (1/32) D. Jones     | A. Fusai Mercedes Paz       | 1er tour (1/32) D. Jones      | Amy Frazier Kimberly Po    | 1er tour (1/32) D. Jones      | A. Dechaume S. Testud       | 2e tour (1/16) Park Sung-hee | Nicole Arendt M. Bollegraf |
| 1998  | 1er tour (1/32) J. Husárová  | Likhovtseva Ai Sugiyama     | 1er tour (1/32) Park Sung-hee | Lori McNeil Kimberly Po    | 2e tour (1/16) M. Grzybowska  | Silvia Farina L. Montalvo   | 2e tour (1/16) K. Habšudová  | M. Hingis Jana Novotná     |
| 1999  | 1er tour (1/32) S. Reeves    | Els Callens Julie Halard    | 1er tour (1/32) Kim Eun-ha    | Erika de Lone Nicole Pratt | 1er tour (1/32) K. Habšudová  | De Villiers Rika Hiraki     | -                            | -                          |
| 2000  | 3e tour (1/8) F. Labat       | Lisa Raymond Rennae Stubbs  | 1er tour (1/32) Jasmin Wöhr   | Liezel Huber L. Montalvo   | 1er tour (1/32) F. Labat      | M. Hingis Mary Pierce       | 1er tour (1/32) F. Labat     | Anke Huber B. Schett       |
| 2002  | -                            | -                           | 2e tour (1/16) Vanessa Webb   | S. Testud Roberta Vinci    | 2e tour (1/16) T. Musgrave    | Cara Black Likhovtseva      | -                            | -                          |
| 2003  | 1er tour (1/32) T. Musgrave  | Kim Clijsters Ai Sugiyama   | -                             | -                          | -                             | -                           | -                            | -                          |
| 2004  | 2e tour (1/16) M. Sharapova  | Nadia Petrova Shaughnessy   | 2e tour (1/16) Rita Grande    | A. Myskina V. Zvonareva    | 2e tour (1/16) W. Prakusya    | María Vento-K. A. Widjaja   | 1/4 de finale Liezel Huber   | E. Dementieva Ai Sugiyama  |
| 2005  | -                            | -                           | 1er tour (1/32) Rika Fujiwara | M. Kirilenko M.E. Salerni  | 1er tour (1/32) Karatantcheva | Anabel Medina Dinara Safina | 1er tour (1/32) Rita Grande  | C. Martínez V. Ruano P.    |
| 2006  | 2e tour (1/16) Hsieh Su-wei  | S. Asagoe K. Srebotnik      | -                             | -                          | -                             | -                           | -                            | -                          |
| 2007  | 1er tour (1/32) L. Šafářová  | A. Bondarenko K. Bondarenko | 2e tour (1/16) Aiko Nakamura  | E. Gagliardi F. Schiavone  | 2e tour (1/16) Aiko Nakamura  | Likhovtseva Sun Tiantian    | 2e tour (1/16) T. Poutchek   | T. Garbin Shahar Peer      |
| 2008  | 2e tour (1/16) Aiko Nakamura | Anabel Medina V. Ruano      | 1er tour (1/32) Y. Shvedova   | S. Cîrstea Aravane Rezaï   | 2e tour (1/16) Y. Shvedova    | Lisa Raymond S. Stosur      | 1er tour (1/32) Y. Shvedova  | Julie Ditty C. Gullickson  |
| 2009  | 1er tour (1/32) Jill Craybas | A. Radwańska U. Radwańska   | 1er tour (1/32) Y. Shvedova   | Jill Craybas C. Gullickson | 2e tour (1/16) Y. Shvedova    | I. Benešová B. Z. Strýcová  | -                            | -                          |
| 2010  | 1er tour (1/32) Amanmuradova | Raluca Olaru Olga Savchuk   | 1er tour (1/32) K. Flipkens   | S. Williams V. Williams    | 1er tour (1/32) Kimiko Date   | Chang K.-ch. Ayumi Morita   | -                            | -                          |
| 2011  | 1er tour (1/32) M. Erakovic  | Květa Peschke K. Srebotnik  | -                             | -                          | 1/2 finale M. Erakovic        | S. Lisicki Sam Stosur       | 1er tour (1/32) M. Erakovic  | Amanmuradova A. Panova     |
| 2012  | 1er tour (1/32) L. Domínguez | M. Kirilenko Nadia Petrova  | 3e tour (1/8) L. Dekmeijere   | A. Hlaváčková L. Hradecká  | 3e tour (1/8) M. Erakovic     | E. Makarova Elena Vesnina   | 2e tour (1/16) V. Dushevina  | Hsieh Su-wei Anabel Medina |
| 2013  | 1er tour (1/32) A. Rosolska  | M. Kirilenko Lisa Raymond   | 2e tour (1/16) Bratchikova    | E. Makarova Elena Vesnina  | 3e tour (1/8) Darija Jurak    | Hsieh Su-Wei Peng Shuai     | -                            | -                          |
| 2014  | 1er tour (1/32) Zheng Saisai | Chan H-ch. Liezel Huber     | -                             | -                          | -                             | -                           | -                            | -                          |

sous le résultat, la partenaire ; à droite, l’ultime équipe adverse.

### En double mixte
| Année | Open d'Australie | Open d'Australie | Internationaux de France | Internationaux de France | Wimbledon                    | Wimbledon                | US Open | US Open |
| 2009  | -                | -                | -                        | -                        | 2e tour (1/16) Rogier Wassen | Nadia Petrova Max Mirnyi | -       | -       |

sous le résultat, le partenaire ; à droite, l’ultime équipe adverse.

## Parcours en «Premier Mandatory» et «Premier 5»
Découlant d'une réforme du circuit WTA inaugurée en 2009, les tournois WTA « Premier Mandatory » et « Premier 5 » constituent les catégories d'épreuves les plus prestigieuses, après les quatre levées du Grand Chelem.

### En simple dames
| Année |              | Premier Mandatory       | Premier Mandatory           | Premier Mandatory          | Premier Mandatory |       | Premier 5 | Premier 5 | Premier 5  | Premier 5 | Premier 5 | Premier 5 | Premier 5                   |
| Année | Indian Wells | Miami                   | Madrid                      | Pékin                      |                   | Dubaï | Rome      | Canada    | Cincinnati |           | Tokyo     |           |                             |
| Année | Indian Wells | Miami                   | Madrid                      | Pékin                      |                   | Doha  | Rome      | Canada    | Cincinnati |           | Wuhan     |           |                             |
| Année | Indian Wells | Miami                   | Madrid                      | Pékin                      |                   |       | Rome      | Canada    | Cincinnati |           |           |           |                             |
| 2009  |              | 1er tour (1/64) Li N.   | 2e tour (1/32) A. Radwańska | 1er tour (1/32) V. Razzano |                   |       |           |           |            |           |           |           |                             |
| 2010  |              | 2e tour (1/32) A. Rezaï |                             |                            |                   |       |           |           |            |           |           |           |                             |
| 2011  |              |                         |                             |                            |                   |       |           |           |            |           |           |           | 2e tour (1/16) M. Sharapova |

Sous le résultat, l’ultime adversaire.

### En double dames
| Année                      | Premier Mandatory | Premier Mandatory      | Premier Mandatory | Premier Mandatory            | Premier Mandatory | Premier Mandatory | Premier Mandatory | Premier Mandatory | Premier 5 | Premier 5 | Premier 5 | Premier 5 | Premier 5 | Premier 5               | Premier 5       | Premier 5 | Premier 5  | Premier 5               | Premier 5          | Premier 5 | Premier 5 | Premier 5 |
| Année                      | Indian Wells      | Indian Wells           | Miami             | Miami                        | Madrid            | Madrid            | Pékin             | Pékin             | Dubaï     | Dubaï     | Doha      | Doha      | Rome      | Rome                    | Canada          | Canada    | Cincinnati | Cincinnati              | Tokyo              | Tokyo     | Wuhan     | Wuhan     |
| -------------------------- | ----------------- | ---------------------- | ----------------- | ---------------------------- | ----------------- | ----------------- | ----------------- | ----------------- | --------- | --------- | --------- | --------- | --------- | ----------------------- | --------------- | --------- | ---------- | ----------------------- | ------------------ | --------- | --------- | --------- |
| 2009                       |                   |                        |                   |                              |                   |                   |                   |                   |           |           |           |           |           |                         |                 |           |            |                         |                    |           |           |           |
| 1er tour (1/16) J. Craybas | C. Black L. Huber | —                      | —                 | 1er tour (1/16) Amanmuradova | Bondarenko        | —                 | —                 | —                 | —         |           |           | —         | —         | —                       | —               | —         | —          | —                       | —                  |           |           |           |
| 2011                       |                   |                        |                   |                              |                   |                   |                   |                   |           |           |           |           |           |                         |                 |           |            |                         |                    |           |           |           |
| —                          | —                 | —                      | —                 | —                            | —                 | —                 | —                 | —                 | —         |           |           | —         | —         | —                       | —               | —         | —          | 1er tour (1/8) Dulgheru | Azarenka Kirilenko |           |           |           |
| 2012                       |                   |                        |                   |                              |                   |                   |                   |                   |           |           |           |           |           |                         |                 |           |            |                         |                    |           |           |           |
| —                          | —                 | —                      | —                 | —                            | —                 | —                 | —                 |                   |           | —         | —         | —         | —         | 2e tour (1/8) Dushevina | L.Huber Raymond | —         | —          | —                       | —                  |           |           |           |
| 2013                       |                   |                        |                   |                              |                   |                   |                   |                   |           |           |           |           |           |                         |                 |           |            |                         |                    |           |           |           |
| —                          | —                 | 2e tour (1/8) T. Malek | Raymond L.Robson  |                              |                   |                   |                   |                   |           | —         | —         |           |           |                         |                 |           |            |                         |                    |           |           |           |

N.B. : le nom de la partenaire se trouve sous le résultat ; le nom des ultimes adversaires se trouve à droite.

## Parcours aux Jeux olympiques

### En simple dames
| # | Date       | Nom de l'olympiade           | Surface    | Résultat        | Ultime adversaire | Score         |          |
| - | ---------- | ---------------------------- | ---------- | --------------- | ----------------- | ------------- | -------- |
| 1 | 19/09/2000 | Olympic Games Sydney         | Dur (ext.) | 2e tour (1/16)  | Venus Williams    | 6-2, 6-3      | Parcours |
| 2 | 15/08/2004 | Olympic Tennis Event Athènes | Dur (ext.) | 1er tour (1/32) | Angelique Widjaja | 1-6, 6-2, 6-1 | Parcours |
| 3 | 11/08/2008 | Olympic Games Pékin          | Dur (ext.) | 1er tour (1/32) | Sofia Arvidsson   | 6-2, 6-1      | Parcours |

### En double dames
| # | Date       | Nom de l'olympiade      | Surface    | Résultat      | Partenaire        | Ultimes adversaires               | Score         |          |
| - | ---------- | ----------------------- | ---------- | ------------- | ----------------- | --------------------------------- | ------------- | -------- |
| 1 | 23/07/1996 | Summer Olympics Atlanta | Dur (ext.) | 1/4 de finale | Benjamas Sangaram | Conchita Martínez Arantxa Sánchez | 6-2, 6-1      | Parcours |
| 2 | 19/09/2000 | Olympic Games Sydney    | Dur (ext.) | 1/4 de finale | Benjamas Sangaram | Kristie Boogert Miriam Oremans    | 6-4, 3-6, 7-5 | Parcours |

## Parcours en Fed Cup
| #                                                                  | Date       | Lieu         | Surface    | Gagnante(s)                     | Perdante(s)                             | Score         |          |
|                                                                    |            |              |            |                                 |                                         |               |          |
| 2004 - Barrage (groupe mondial I) - Thaïlande - Australie - 3 : 2  |            |              |            |                                 |                                         |               |          |
| 1                                                                  | 10/07/2004 | Bangkapi     | Dur (int.) | Tamarine Tanasugarn             | Samantha Stosur                         | 5-7, 6-2, 8-6 | Parcours |
| 1                                                                  | 10/07/2004 | Bangkapi     | Dur (int.) | Tamarine Tanasugarn             | Nicole Pratt                            | 1-6, 6-4, 6-1 | Parcours |
|                                                                    |            |              |            |                                 |                                         |               |          |
| 2005 - 1er tour (groupe mondial II) - Thaïlande - Croatie - 2 : 3  |            |              |            |                                 |                                         |               |          |
| 2                                                                  | 23/04/2005 | Phuket       | Dur (ext.) | Tamarine Tanasugarn             | Sanda Mamic                             | 7-5, 6-1      | Parcours |
| 2                                                                  | 23/04/2005 | Phuket       | Dur (ext.) | Jelena Kostanić                 | Tamarine Tanasugarn                     | 6-3, 6-2      | Parcours |
| 2                                                                  | 23/04/2005 | Phuket       | Dur (ext.) | Jelena Kostanić Matea Mezak     | Tamarine Tanasugarn Napaporn Tongsalee  | 6-4, 6-2      | Parcours |
|                                                                    |            |              |            |                                 |                                         |               |          |
| 2005 - Barrage (groupe mondial II) - Thaïlande - Slovaquie - 4 : 1 |            |              |            |                                 |                                         |               |          |
| 3                                                                  | 09/07/2005 | Pathum Thani | Dur (ext.) | Ľubomíra Kurhajcová             | Tamarine Tanasugarn                     | 2-6, 6-4, 6-0 | Parcours |
| 3                                                                  | 09/07/2005 | Pathum Thani | Dur (ext.) | Tamarine Tanasugarn             | Magdaléna Rybáriková                    | 6-1, 6-2      | Parcours |
|                                                                    |            |              |            |                                 |                                         |               |          |
| 2014 - Barrage (groupe mondial II) - Suède - Thaïlande - 4 : 0     |            |              |            |                                 |                                         |               |          |
| 4                                                                  | 19/04/2014 | Lidköping    | Dur (int.) | Hilda Melander Rebecca Peterson | Tamarine Tanasugarn Varat. Wongteanchai | 6-4, 6-2      | Parcours |

## Classements WTA

### En simple dames
| Année | 1992 | 1993 | 1994 | 1995 | 1996 | 1997 | 1998 | 1999 | 2000 | 2001 | 2002 | 2003 | 2004 | 2005 | 2006 | 2007 | 2008 | 2009 | 2010 | 2011 | 2012 | 2013 | 2014 | 2015 |
| Rang  | 560  | 494  | 249  | 209  | 75   | 46   | 37   | 72   | 29   | 29   | 28   | 34   | 66   | 132  | 75   | 124  | 35   | 111  | 58   | 122  | 154  | 240  | 340  | 456  |

Source : (en) « Classements de Tamarine Tanasugarn », sur le site officiel du WTA Tour

### En double dames
| Année | 1992 | 1993 | 1994 | 1995 | 1996 | 1997 | 1998 | 1999 | 2000 | 2001 | 2002 | 2003 | 2004 | 2005 | 2006 | 2007 | 2008 | 2009 | 2010 | 2011 | 2012 | 2013 | 2014 | 2015 |
| Rang  | 690  | 461  | 347  | 248  | 128  | 86   | 72   | 113  | 70   | 102  | 124  | 61   | 20   | 127  | 134  | 82   | 47   | 108  | 71   | 68   | 69   | 93   | 182  | 288  |

Source : (en) « Classements de Tamarine Tanasugarn », sur le site officiel du WTA Tour

## Victoires sur des top 10
1998: Iva Majoli (n°6) Open d'Australie
2001: Nathalie Tauziat (n°6) Eastbourne
Amélie Mauresmo (n°10) Wimbledon
2003:  Daniela Hantuchová (n°9) US Open
2008: Dinara Safina (n°9) Bois-le-Duc
Jelena Janković (n°3) Wimbledon
2009: Dinara Safina (n°1) Bois-le-Duc